# Jamie Green
Jamie Green (Leicester, 14 giugno 1982) è un pilota automobilistico britannico, impiegato dall'Audi Sport Team Rosberg nel campionato Deutsche Tourenwagen Masters (arrivando tre volte terzo assoluto nelle stagioni 2012, 2016, 2017) e vincitore nel 2004 del campionato di Formula 3 Euroseries.

## Carriera

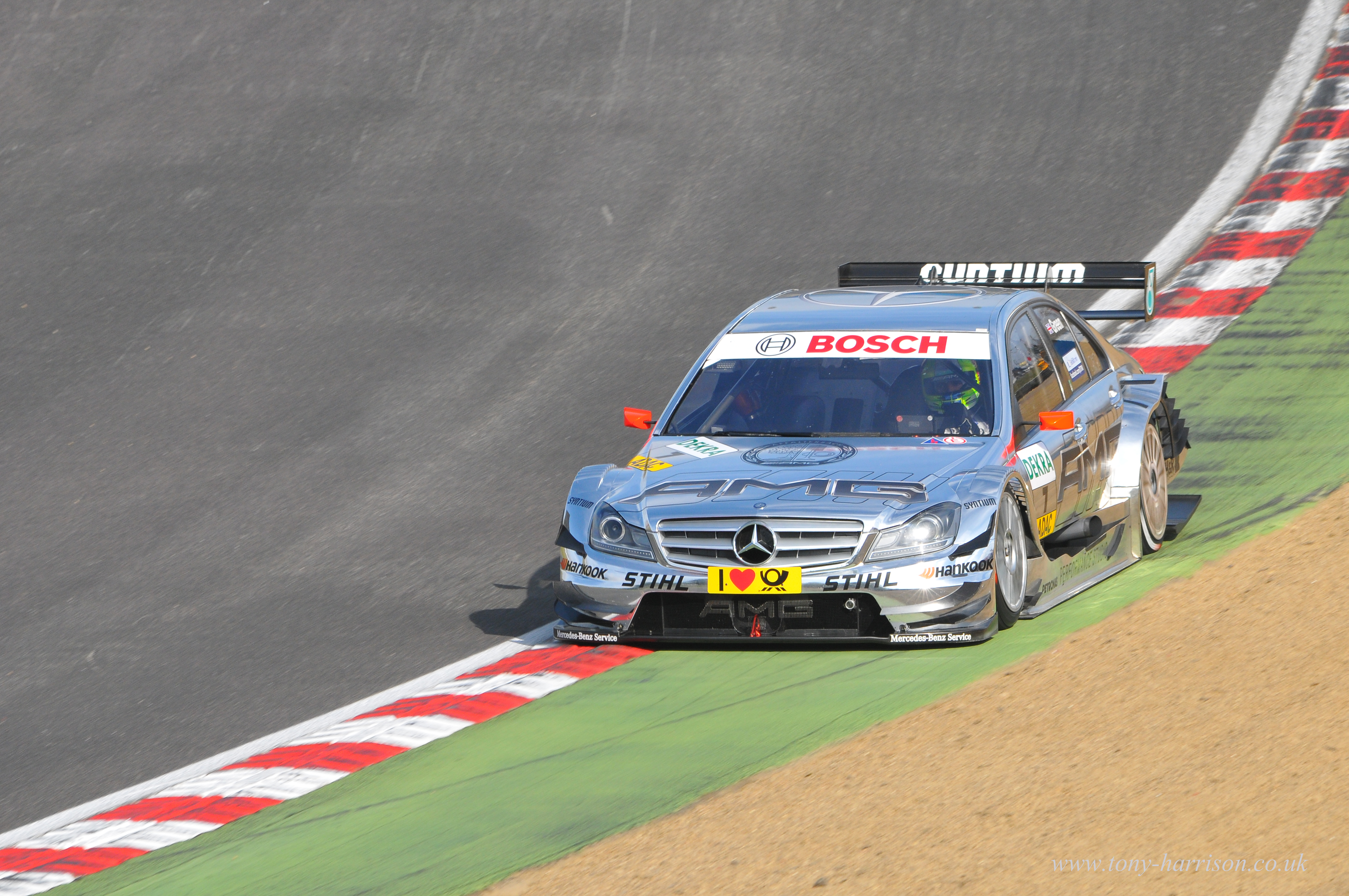
Jamie Green a Brands Hatch nel 2011 su una Mercedes Classe C AMG DTM

Nel 1997, ha corso nella Junior ICA Winter Series, in cui ha vinto il titolo ed è arrivato secondo nella Mercedes McLren Champions of the Future. Ha vinto la Formula A Winter Series nel 2000 ed è arrivato secondo nella Formula A britannica nel 2001. Nel campionato europeo di Formula A del 2000 e 2001 ha ottenuto due vittorie in gara.

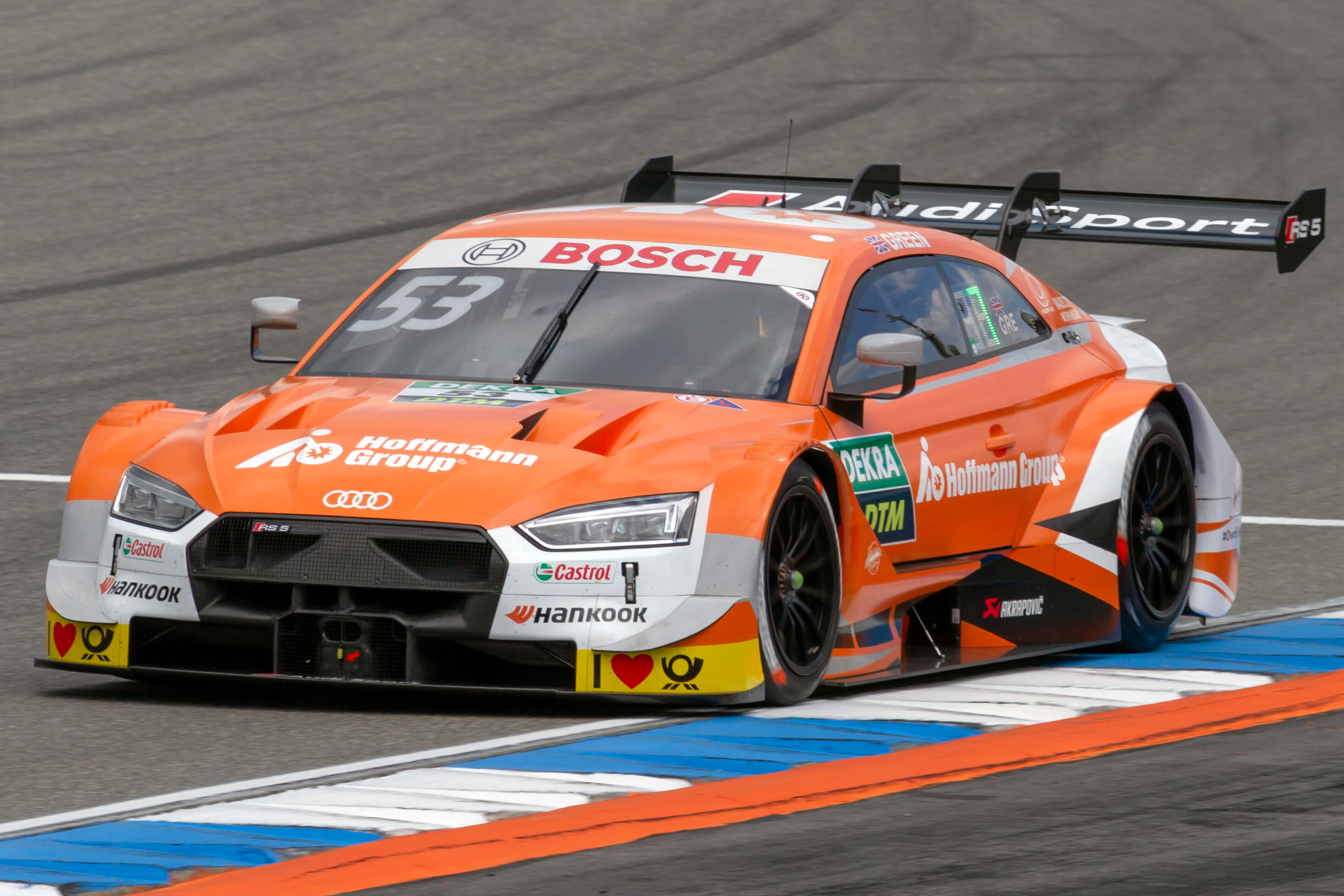
Jamie Green a Hockenheim nel 2019 su una Audi RS5 Turbo DTM

### Formula Renault
La prima stagione di Green in monoposto è stata nella British Formula Renault Winter Series nel 2001, in cui il miglior piazzamento ottenuto in gara del è stato un 2º posto. Nel 2002 passa al campionato britannico di Formula Renault con la Fortec Racing, chiudendo l'anno secondo classificato e vincendo due gare. Ha anche partecipato a una gara della Formula Renault Eurocup sempre con la Fortec. La sua carriera in Formula Renault culminò con una vittoria nell'Asian Formula Renault Challenge a Macao nel novembre 2002.

### Formula 3
Nel 2003, Green è passato al campionato britannico di Formula 3 con la scuderia Carlin Motorsport. Nella sua prima stagione è arrivato secondo vincendo quattro gare. Nello stesso anno fece il suo debutto nella Formula 3 Euroseries, gareggiando in tre round (sei gare) per il Team Kolles e un round (due gare) con la ASM Formule 3.
Nel 2004 Green partecipa alla F3 Euroseries con la ASM con il sostegno della Mercedes-Benz, ottenendo sette vittorie, sei pole e con 139 punti il titolo del campionato.

### DTM
Nel 2005 viene ingaggiato dalla Mercedes per correre nel DTM. Ha guidato una delle sue vetture clienti - una classe C del 2004 - gestita dalla scuderia Persson Motorsport, con la quale ha raggiunto il 6º posto assoluto al suo debutto, ottenendo due pole position.
Il 2006 la Mercedes lo promuove al team ufficiale Mercedes-AMG HWA. Ha ottenuto quattro pole position e come miglior piazzamento il 2º posto in due gare, classificandosi 5º assoluto a fine anno. Nel 2007 ha raggiunto il gradino più alto del podio negli ultimi due round della stagione. Dopo la stagione 2008, nonostante le due vittorie, è stato sostituito per lasciare il posto all'ex campione Gary Paffett tornando su una vettura di una scuderia privata, riuscendo comunque a vincere la gara al Norisring.